# Формула-Рено
Формула Рено — класс формульных гонок, основанный в 1971 году. Является одной из серий начального уровня для молодых автогонщиков, в которой пилоты могут повысить уровень своего мастерства перед переходом в более мощные серии.
- Формула-Рено 1.6 - начальная ступень иерархии формульных чемпионатов под эгидой Renault.
- Формула-Рено 2.0, Формула-Рено 3.5 — существующие на данный момент классы автомобилей с открытыми колёсами, в которых проводятся чемпионаты при поддержке Renault.
- Формула-Рено 3.5 и Еврокубок Формулы-Рено 2.0 — чемпионаты, входящие в Мировую серию Рено — комплекс автогоночных чемпионатов, проходящих в Европе при содействии автоспортивного подразделения компании Renault.
- Также проводятся отдельные чемпионаты в классе Формулы-Рено 2.0 в европейских странах или в регионах Европы.